# Takydromus sylvaticus
Takydromus sylvaticus là một loài thằn lằn trong họ Lacertidae. Loài này được Pope mô tả khoa học đầu tiên năm 1928.